# Kategoria Superiore 2011/12
De Kategoria Superiore 2011/12 was het 73ste seizoen van het Albanese nationale voetbalkampioenschap. Het was het veertiende seizoen dat de competitie de naam Kategoria Superiore draagt. De regerende landskampioen Skënderbeu verlengde zijn titel. 

## Stand
|    | Club                | WG | W  | G | V  | DV | DT | +/− | P   |                                                |
| -- | ------------------- | -- | -- | - | -- | -- | -- | --- | --- | ---------------------------------------------- |
| 1  | Skënderbeu Korçë    | 26 | 17 | 6 | 3  | 45 | 16 | +29 | 57  | Tweede voorronde UEFA Champions League 2012/13 |
| 2  | Teuta Durrës        | 26 | 17 | 5 | 4  | 33 | 18 | +15 | 56  | Eerste voorronde UEFA Europa League 2012/13    |
| 3  | SK Tirana           | 26 | 16 | 5 | 5  | 33 | 21 | +12 | 53  | Eerste voorronde UEFA Europa League 2012/13    |
| 4  | KS Flamurtari Vlorë | 26 | 13 | 7 | 6  | 42 | 20 | +22 | 46  | Eerste voorronde UEFA Europa League 2012/13    |
| 5  | KS Kastrioti Krujë  | 26 | 11 | 5 | 10 | 37 | 30 | +7  | 38  |                                                |
| 6  | Bylis Ballsh        | 13 | 9  | 8 | 9  | 40 | 37 | +3  | 36  |                                                |
| 7  | Vllaznia Shkodër    | 26 | 10 | 5 | 11 | 39 | 33 | +6  | 35  |                                                |
| 8  | Laçi                | 26 | 11 | 7 | 8  | 26 | 28 | −2  | 342 |                                                |
| 9  | KS Shkumbini Peqin  | 26 | 8  | 7 | 11 | 37 | 45 | −8  | 31  |                                                |
| 10 | Tomori              | 26 | 8  | 4 | 14 | 36 | 47 | −11 | 28  | Play-offs                                      |
| 11 | Kamza               | 26 | 7  | 6 | 13 | 22 | 32 | −10 | 27  | Play-offs                                      |
| 12 | Apolonia Fier       | 26 | 5  | 6 | 15 | 27 | 46 | −19 | 21  | Play-offs                                      |
| 13 | Pogradeci           | 26 | 6  | 4 | 16 | 25 | 47 | −22 | 191 | Degradatie naar de Kategoria e Parë            |
| 14 | Dinamo Tirana       | 26 | 3  | 7 | 16 | 19 | 41 | −22 | 13  | Degradatie naar de Kategoria e Parë            |

1 Pogradeci heeft drie minpunten gekregen van de Albanese voetbalbond vanwege problemen met de supporters

2 Laçi heeft zes minpunten gekregen van de Albanese voetbalbond vanwege problemen met de supporters

3 Dinamo Tirana heeft zestien minpunten gekregen van de FIFA, omdat de club het salaris van speler Dario Bodrusic niet betaalde

### Play-off
|                    |          |     |                |  |
| 18 mei 2012 16.30u | KS Kamza | 0–2 | KS Besa Kavajë |  |
| 18 mei 2012 16.30u |          |     |                |  |

|                    |                      |     |                  |  |
| 19 mei 2012 16.30u | KS Tomori Berat      | 0–0 | Besëlidhja Lezhë |  |
| 19 mei 2012 16.30u | 3-2 na strafschoppen |     |                  |  |

|                    |               |     |            |  |
| 20 mei 2012 16.30u | Apolonia Fier | 3–0 | KS Lushnja |  |
| 20 mei 2012 16.30u |               |     |            |  |

## Topscorers
Bijgewerkt t/m 8 februari 2012
| pos | Speler          | Club             | Goal |
| --- | --------------- | ---------------- | ---- |
| 1.  | Roland Dervishi | Shkumbini Peqin  | 11   |
| 2.  | Bruce Inkango   | Kastrioti        | 9    |
| "   | Xhevahir Sukaj  | Vllaznia Shkodër | 9    |
| "   | Amarildo Dimo   | Bylis Ballsh     | 9    |
| 5.  | Bekim Bala      | SK Tirana        | 8    |
| 6.  | Endri Bakiu     | Tomori Berat     | 6    |
| 7.  | Vilfor Hysa     | Flamurtari Vlorë | 5    |

Nationale competities:
Albanië · Armenië · België · Bosnië en Herzegovina · Bulgarije · Cyprus · Denemarken · Duitsland · Engeland · Estland · Finland · Frankrijk · Griekenland · Hongarije · IJsland · Ierland · Israël · Italië · Kazachstan · Kroatië · Letland · Luxemburg · Montenegro · Nederland · Noorwegen · Oekraïne · Oostenrijk · Polen · Portugal · Roemenië · Rusland · San Marino · Schotland · Servië · Slovenië · Slowakije · Spanje · Tsjechië · Turkije · Zweden · Zwitserland
Europese competities: Super Cup 2012 · Champions League · Europa League
1930 · 1931 · 1932 · 1933 · 1934 · 1935 · 1936 · 1937 · 1938-44 · 1945 · 1946 · 1947 · 1948 · 1949 · 1950 · 1951 · 1952 · 1953 · 1954 · 1955 · 1956 · 1957 · 1958 · 1959 · 1960 · 1961 · 1962/63 · 1963/64 · 1964/65 · 1965/66 · 1966/67 · 1967/68 · 1968/69 · 1969/70 · 1970/71 · 1971/72 · 1972/73 · 1973/74 · 1974/75 · 1975/76 · 1976/77 · 1977/78 · 1978/79 · 1979/80 · 1980/81 · 1981/82 · 1982/83 · 1983/84 · 1984/85 · 1985/86 · 1986/87 · 1987/88 · 1988/89 · 1989/90 · 1990/91 · 1991/92 · 1992/93 · 1993/94 · 1994/95 · 1995/96 · 1996/97 · 1997/98 · 1998/99 · 1999/00 · 2000/01 · 2001/02 · 2002/03 · 2003/04 · 2004/05 · 2005/06 · 2006/07 · 2007/08 · 2008/09 · 2009/10 · 2010/11 · 2011/12 · 2012/13 · 2013/14 · 2014/15 · 2015/16 · 2016/17 · 2017/18 · 2018/19 · 2019/20 · 2020/21 · 2021/22 · 2022/23